# Sunday, Sunday
A Sunday, Sunday Kovács Kati Japánban készült és kiadott japán nyelvű kislemeze 1973-ból. A kislemez B oldalán a Van jó minden rosszban c. dal japán nyelvű változata hallható.

## Dalok
| Oldal | Dal                    | Zeneszerző     | Szövegíró          | Időtartam | Nyelv        |
| ----- | ---------------------- | -------------- | ------------------ | --------- | ------------ |
| A     | Sunday, Sunday         | Umegaki—Okadar | Kida               | 2’50’’    | japán, angol |
| B     | Van jó minden rosszban | Koncz Tibor    | Sztevanovity Dusán | 2’58’’    | japán        |

## Történet
A Van jó minden rosszban c. dal az 1972-es japán Yamaha Fesztiválon hangzott el.
A japán szerzők által írt Sunday, Sunday c. dal szövege részben japán, részben angol.